# Baeturia laureli
Baeturia laureli là một loài ve sầu được đặt theo tên của danh hài Stan Laurel. Một loài tương tự là B. hardyi, được đặt theo tên của người bạn diễn Oliver Hardy.